# Ronciglione

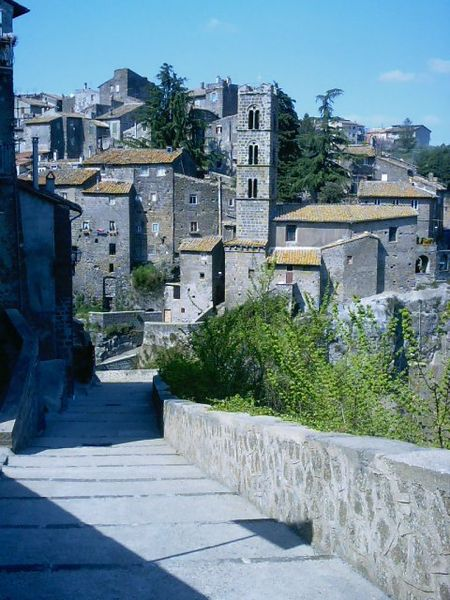
Altstadt von Ronciglione

Ronciglione ist eine Gemeinde in der Provinz Viterbo in der italienischen Region Latium mit 8429 Einwohnern (Stand 31. Dezember 2023). Sie liegt 55 km nordwestlich von Rom und 24 km südöstlich von Viterbo.

## Geographie
Ronciglione liegt in den Monti Cimini südlich des Vicosees. Es ist Mitglied der Comunità Montana dei Cimini.

## Bevölkerung
| 1871 | 1901 | 1921 | 1951 | 1971 | 1991 | 2001 |
| ---- | ---- | ---- | ---- | ---- | ---- | ---- |
| 6044 | 6622 | 6428 | 6977 | 6087 | 7227 | 7470 |

Quelle: ISTAT

## Politik
Massimo Sangiorgi (Mitte-rechts-Bündnis) wurde im Mai 2007 zum Bürgermeister gewählt. Sein Mitte-rechts-Bündnis stellt auch mit 11 von 16 Sitzen die Mehrheit im Gemeinderat. Seit 2012 ist Alessandro Giovagnoli Bürgermeister.

## Sehenswürdigkeiten
Ronciglione hat ein besonders gut erhaltenes mittelalterliches Stadtbild.
Drei Kilometer südlich der Stadt an der Via Cassia befindet sich die frühmittelalterliche Kirche Sant’Eusebio.

## Söhne und Töchter des Ortes
- Domenico Massenzio (um 1585–1657), Komponist
- Tullio Cima (1595–1678), Notar, Kapellmeister und Komponist
- Andrei Belloli (1820–1881), russischer Maler
- Massimo Natili (1935–2017), Automobilrennfahrer
- Marco Mengoni (* 1988), Popsänger

## Sonstiges
Die Gemeinde war wiederholt Drehort für italienische Filme; unter anderem wurden dort Szenen für den Film Das Leben ist schön von Roberto Benigni gedreht.